# Kent Johansson (politiker)
Gösta Kent-Olof Johansson, född 27 december 1951 i Händene församling i Skaraborgs län, är en svensk politiker (centerpartist). 

## Biografi
Kent Johanssons föräldrar var jordbrukare. Han är utbildad folkhögskolelärare.
Han inledde tidigt sitt engagemang i Centerpartiets Ungdomsförbund (CUF) och var förste vice förbundsordförande mellan 1975 och 1979.
När Lena Ek utnämndes till Sveriges miljöminister i september 2011, kom Kent Johansson att efterträda henne som ledamot i Europaparlamentet. I parlamentet var han ledamot i utskottet för industrifrågor, forskning och energi, ersättare i utskottet för jordbruk och landsbygdens utveckling samt ersättare i jämställdhetsutskottet. Tidigare var Johansson ledamot av EU:s Regionkommitté.
Kent Johansson valdes i september 2016 till ordförande för Järnvägsbranschens samverkansforum (JBS). Han var tidigare, från 2010 till 30
juni 2015, styrelseledamot i Trafikverket.
Johansson har under många år varit aktiv inom folkbildningen och var fram till år 2017 ordförande för Sveriges Rörelsefolkhögskolor (RIO). Han har tidigare också varit förbundsordförande för Studieförbundet Vuxenskolan. Den 20 maj 2017 valdes han till ordförande i Svenska Hemslöjdsföreningarnas Riksförbund.
Han har tidigare bland annat varit regionråd i Västra Götalandsregionen. och landstingsstyrelsens ordförande i Skaraborgs läns landsting. Han var ordförande för kulturnämnden i Skaraborgs läns landsting och satt under flera år i styrelsen för Statens Kulturråd.
Kent Johansson kandiderade i Europaparlamentsvalet i Sverige 2014 på första plats på Centerpartiets lista, men förlorade sin plats till Fredrick Federley.